# ナッチェル・ブルース
『ナッチェル・ブルース』（原題：The Natch'l Blues）は、アメリカ合衆国のブルース・ミュージシャン、タジ・マハールが1968年に発表した2作目のスタジオ・アルバム。

## 背景
前作『タジ・マハール』（1968年）にも参加したジェシ・エド・デイヴィス、ゲイリー・ギルモア、チャールズ・ブラックウェルに加えて、アル・クーパーやアール・パーマーといったゲスト・プレイヤーも起用された。「シー・コート・ザ・ケイティ・アンド・レフト・ミー・ア・ミュール・トゥ・ライド」の歌詞の一節は、ヤンク・レイチェルの曲からの引用で、レイチェルも共作者としてクレジットされた。

## 評価・影響
マハールのアルバムとしては初めてBillboard 200入りを果たし、最高160位を記録した。Bruce Ederはオールミュージックにおいて満点の5点を付け「彼のデビュー作で提示された手法以上に、虚飾を排したデルタ・ブルースで幕を開ける」一方「"You Don't Miss Your Water ('Til Your Well Runs Dry)"や"Ain't That a Lot of Love"といった、タジ・マハールがソウルの分野にも手を出し、オーティス・レディングの領域に踏み込んでいる曲こそ、特に注目に値するのではないか」と評している。また、Grahame Bentは『Record Collector Magazine』2008年12月号のレビューにおいて「最上級のスタジオ・バンドとマハール自身の個性がもたらした、気楽で素朴な雰囲気の楽曲群が、本作の偉大さの鍵となっている」と評している。
「シー・コート・ザ・ケイティ・アンド・レフト・ミー・ア・ミュール・トゥ・ライド」は、アルバート・キングのアルバム『Lovejoy』（1971年）でカヴァーされ、また、ブルース・ブラザーズが主演した1980年の映画『ブルース・ブラザース』のサウンドトラックでは、ジェイク・E.ブルース（演：ジョン・ベルーシ）が同作を歌った。

## リイシュー
2000年に発売されたリマスターCDには、3曲のボーナス・トラックが追加された。そのうち「ザ・クコー」はテンポが速められた別ヴァージョンで、「シングス・アー・ゴナ・ワーク・アウト・ファイン」は、アイク&ティナ・ターナーの曲「It's Gonna Work Out Fine」を元にして作られたインストゥルメンタルである。

## 収録曲
特記なき楽曲はタジ・マハール作。
1. グッド・モーニング・ミス・ブラウン - "Good Morning Miss Brown" - 3:16
2. コリーナ - "Corinna" (Taj Mahal, Jesse Ed Davis III) - 3:03
3. アイ・エイント・ゴナ・レット・ノーバディ・スティール・マイ・ジェリーロール - "I Ain't Gonna Let Nobody Steal My Jellyroll" - 3:14
4. 田舎へ行って、僕の郵便箱を青く塗ろう - "Going Up to the Country, Paint My Mailbox Blue" - 3:38
5. ダン・チェンジド・マイ・ウェイ・オブ・リビング - "Done Changed My Way of Living" - 7:04
6. シー・コート・ザ・ケイティ・アンド・レフト・ミー・ア・ミュール・トゥ・ライド - "She Caught the Katy and Left Me a Mule to Ride" (T. Mahal, Yank Rachell) - 3:30
7. ザ・クコー - "The Cuckoo" (Traditional) - 4:16
8. ユー・ドント・ミス・ユア・ウォーター - "You Don't Miss Your Water ('Til Your Well Runs Dry)" (William Bell) - 4:26
9. ア・ロット・オブ・ラヴ - "Ain't That a Lot of Love" (Homer Banks, Deanie Parker) - 4:11

### 2000年リマスターCDボーナス・トラック
1. ザ・クコー（オルタネイト・ヴァージョン） - "The Cuckoo (Alternate Version)" (Traditional) - 3:21
2. ニュー・ストレンジャー・ブルース - "New Stranger Blues" - 5:41
3. シングス・アー・ゴナ・ワーク・アウト・ファイン - "Things Are Gonna Work Out Fine" - 3:17

## 参加ミュージシャン
- タジ・マハール - ボーカル、ハーモニカ、リゾネーター・ギター
- ジェシ・エド・デイヴィス - ギター、ピアノ、ベース・アレンジ
- アル・クーパー - ピアノ
- ゲイリー・ギルモア - ベース
- チャールズ・ブラックウェル - ドラムス
- アール・パーマー - ドラムス